# カーシム・ラズヴィー
カーシム・ラズヴィー（Kasim Razvi/Qasim Razvi, 1902年 - 1970年1月15日）は、インドのデカン地方、ニザーム藩王国の政治家。全インド統一ムスリム評議会（ムスリム統一協会）の総裁でもあり、藩王国非正規軍であるラザーカールの首領でもあった。

## 生涯
1902年、カーシム・ラズヴィーはラートゥールで誕生した。
1944年、ラズヴィーは全インド統一ムスリム評議会（ムスリム統一協会）の総裁に任命された。この組織は1927年にムスリムの統合やその利益の保護を目的として、ニザームとその体制を積極的に支持するために結成された組織であった。また、藩王国内でイスラーム義勇軍、ラザーカールと呼ばれるムスリムの非正規軍を設立した。彼はその影響力を持って、ムスリム統一協会およびハイダラーバードの藩王国政府内に大きな影響力を持った。
1947年8月15日、インド・パキスタン分離独立の際、ニザーム藩王国はどちらに帰属するか決めかねていた。ニザーム藩王国はインドに加わったとすればムスリムの、逆にパキスタンに加わればヒンドゥー教徒の怒りを買う可能性があるという、非常に難しい立場にあった。他方、ラズヴィーは来たるべきインド政府との対決姿勢を崩さうとしなかった。
1948年9月12日にインド政府は藩王国軍とラザーカールの解散と、首都と川を挟んだ対岸のシカンダラーバードにインド軍を進駐させることを要求した。ニザーム藩王国がこれを拒否すると、翌日にインド軍はその領土に侵攻し、ラズヴィー率いるラザーカールも激しく抵抗したが、18日に藩王国は降伏した（ポロ作戦）。
ハイダラーバードに臨時政府を樹立したインドはラザーカールを解散させ、ラザーカールを含めた不穏分子を大勢逮捕した。カーシム・ラズヴィーもまた投獄され、1948年から1957年まで投獄されていた。
ラズヴィーは1957年に釈放されたのち、パキスタンに移住し、1970年1月15日にカラーチーで死亡した。